# Punta Maquignaz
La Punta Maquignaz (pron. fr. AFI: [makiɲa] - Pointe Maquignaz in francese) è una montagna di 3801 m s.l.m. delle Alpi Pennine. È situata lungo la frontiera tra l'Italia (Valle d'Aosta - comune di Valtournenche) e la Svizzera (Canton Vallese - comune di Zermatt).

## Toponimo
È dedicata alla guida alpina Jean-Joseph Maquignaz.

## Accesso
Normalmente la salita alla vetta avviene dal Bivacco Giorgio e Renzo Novella (3520 m), che è raggiungibile partendo da Cervinia o dal Rifugio Duca degli Abruzzi.